# 旁遮普語
旁遮普語（也譯彭加語）屬於印歐語系印度-伊朗語族的印度-雅利安語支。该语是巴基斯坦母语人口最多的语言，根据2017年人口普查，该国有8050万人以旁遮普语为母语；也是印度母语人口第十一多的语言，根据2011年人口普查，该国有3110万人以旁遮普语为母语。
旁遮普語主要流通於印度的旁遮普邦和巴基斯坦的旁遮普省所使用的語言，也是印度旁遮普邦的官方語言。它也流通於鄰近的印度哈里亞納邦、喜馬偕爾邦和德里。當印度和巴基斯坦在1947年分裂時，旁遮普地區、其文化和語言也受到影響。因此，旁遮普的語言和文化也成為推動兩國和平交往的一大動力。由於旁遮普人大量移居外地，旁遮普語是世界上很多地方常見的少數語言，包括英國、美國、加拿大（更成為加拿大的第五大語言）和肯尼亞。
旁遮普語有幾套不同的書寫系統，其使用情況因應不同地區、方言和宗教信仰而有所不同。錫克教信徒傾向使用古木基文。其他省份的印度教信徒多會使用天城文字母，而巴基斯坦境內的旁遮普人多用沙木基字母（Shahmukhi alphabet；一種經過改良的阿拉伯字母）。「古木基文」（東旁遮普語/二千八百萬人口）與「沙木基文」（西旁遮普語/六千二百萬人口）是旁遮普語最常用的兩種書寫字母，也往往被視為官方的字母。

## 語源
「旁遮普」源於波斯语پنج آب‬（panj-āb，英語化成Punjab）意為「五河」（panj是五，āb是河），由突厥裔波斯統治者命名，至蒙古裔的莫卧儿帝国時期廣泛採用

## 歷史
跟其他北方印度語言一樣，旁遮普語是演化自梵語。旁遮普語是錫克教的神聖語言，錫克教的經典Guru Granth Sahib都是以旁遮普語寫成的。旁遮普語也是印巴地區北部流行的Bhangra音樂的主要語言。
現代的旁遮普語的詞彙受到其他語言的影響，其中包括印地語、波斯語和英語。海外的旁遮普人也有從西班牙語和荷蘭語借來新的詞彙。一種新的旁遮普語分支，稱為旁遮普散居語（Punjabi diaspora），正在發展當中，而且不斷跟印度次大陸上的旁遮普語顯出分別。

## 音系
|      | 前 | 央 | 後 |
| ---- | -- | -- | -- |
| 閉   | iː |    | uː |
| 次閉 | ɪ  |    | ʊ  |
| 半閉 | eː | ə  | oː |
| 開   | ɛː | ɑː | ɔː |

還有鼻化元音。
|              |          | 雙唇音 | 唇齒音 | 齒音/ 齒齦音 | 卷舌音 | 硬腭音 | 軟腭音 | 聲門音 |
| ------------ | -------- | ------ | ------ | ------------ | ------ | ------ | ------ | ------ |
| 鼻音         | 鼻音     | m      |        | n            | ɳ      | ɲ      | ŋ      |        |
| 塞音/ 塞擦音 | 清音     | p      |        | t̪            | ʈ      | ʧ      | k      |        |
| 塞音/ 塞擦音 | 清送氣音 | pʰ     |        | t̪ʰ           | ʈʰ     | ʧʰ     | kʰ     |        |
| 塞音/ 塞擦音 | 濁音     | b      |        | d̪            | ɖ      | ʤ      | g      |        |
| 擦音         | 擦音     |        | (f)    | s (z)        |        | (ʃ)    |        | ɦ      |
| 閃音         | 閃音     |        |        | ɾ            | ɽ      |        |        |        |
| 近音         | 近音     |        | ʋ      | l            | ɭ      | j      |        |        |

### 聲調
旁遮普語有從輔音的濁送氣音系列消失發展出來的三個音位學上獨立的聲調。在語音學上這些聲調是升高或升高-降低聲調輪廓并且它們可以跨越在一個或兩個音節上，但是在音位學上它們可以被區分為高調、中調和低調。
- kàr（高、降低）“馬”
- kár（低、升高）“頭皮”
- kar（中）“做”

歷史上在詞首位置的濁送氣音變成了清塞音并在隨後的兩個音節上留下低音調: ghoṛā [kòːɽɑ̀ː]“馬”。詞幹結尾濁送氣音變成了濁音并在前導它的兩個音節上留下了高音調: māgh [mɑ́ːɡ]“十月”。出現在短元音之後和長元音之前的詞幹中間濁送氣音變成了濁音并在隨後的兩個音節上留下了低音調：maghāṇā [məɡɑ̀ːɳɑ̀ː]“被點著”。其他音節和詞都有中音調。

## 外部連結
- Learn Sikhism in mainstream School at Ontario, Canada （页面存档备份，存于） - 加拿大預科課程的錫克教課程
- 旁遮普語電腦資源中心 （页面存档备份，存于）
- 北美旁遮普學院(APNA) （页面存档备份，存于）
- 免費網上旁遮普語課程 （页面存档备份，存于）
- 學習Gurmukhi文字
- 旁遮普語文和文學
- 前伊斯蘭時期印度的語言和文化
- Ethnologue - 印度的語言
- Ethnologue - 巴基斯坦的語言
- 旁遮普語的羅馬化轉換器
- 旁遮普語
- ਪੰਜਾਬੀ ਸਾਹਿਤ (旁遮普文學)